# جولین اروین
جولین اروین (انگلیسی: Julienne Irwin؛ زادهٔ ۱۴ مارس ۱۹۹۳) موسیقی‌دان اهل ایالات متحده آمریکا است. او یکی از فینالیست‌های فصل دوم مجموعه تلویزیونی مسابقه استعدادیابی امریکاز گات تلنت است.